# 地利根德閣

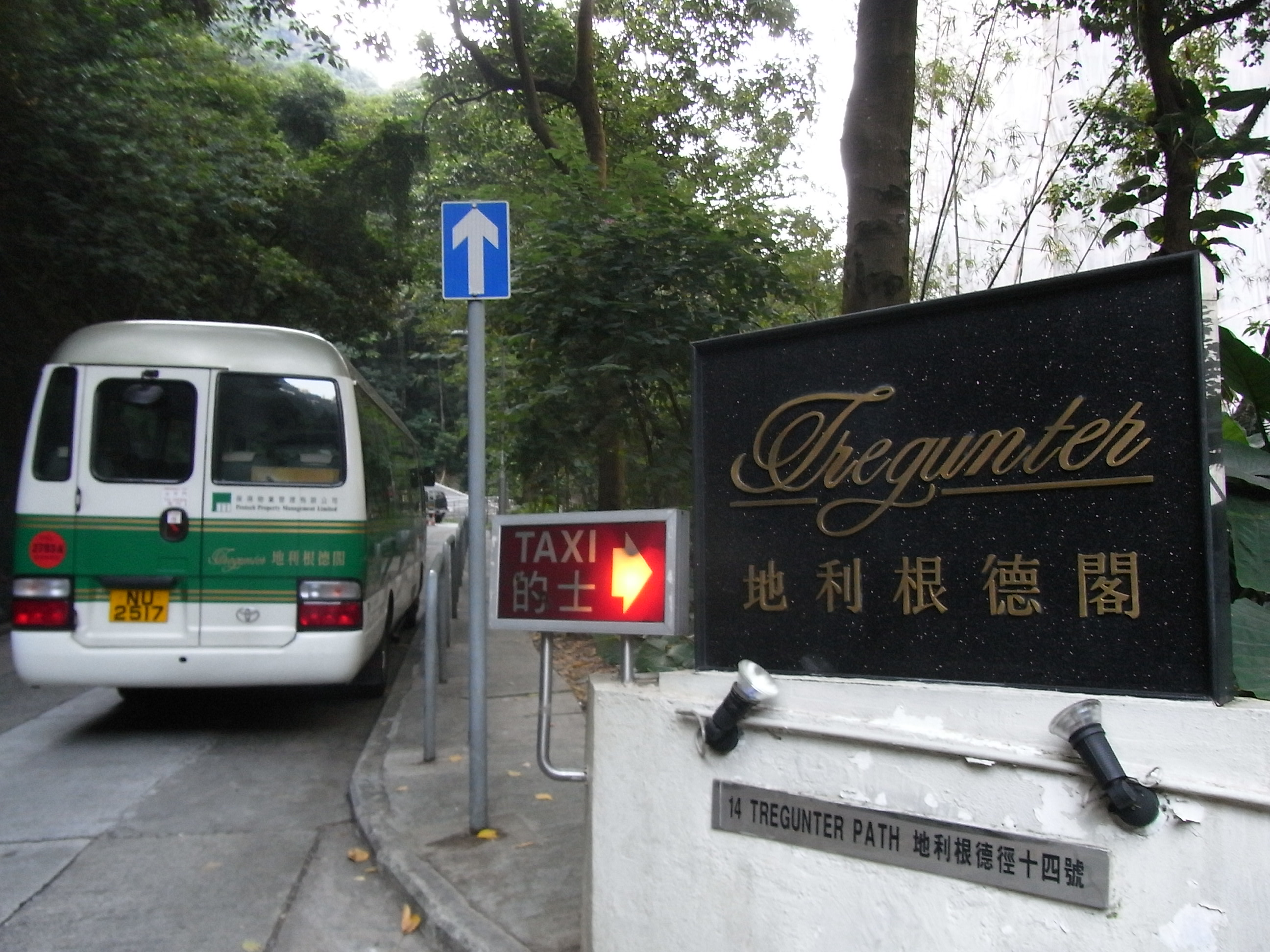
門牌

地利根德閣（英語：Tregunter）是一個位於香港香港島中半山地利根德里的一個3座複合式住宅建築。由鍾華楠建築師事務所及許李嚴建築師事務所設計，協興建築負責建造，第一座、二座及原本的第三座均於1981年完成，兩個建築物有相近的層數，分別為34層及33層。而第三座大約於1990年被拆卸，亦於1993年完成重建。
重建後的第三座明顯比前兩座為高，共有66層，達220米（721英尺）高。三座的頂層高達海拔327米（1073英尺），是當時世界上最高的住宅建築，取代了芝加哥的湖心大廈。這個紀錄維持了長達8年，直至特朗普世界大廈於2001年落成。

## 設施
地利根德閣的三座住宅建築一直共用設施，被認為是滿佈舊建築的區內最齊全的。該屋苑的共用設施包括會所、室外網球場和一個室外游泳池。在會所內，還有其他運動設施，如羽毛球、壁球、乒乓球、籃球、舉重訓練、帶氧運動等。會所還設有餐廳，多功能活動室給住戶使用。此外，還有兩條穿梭巴士路線從地利根德閣往來中環和金鐘，而該處鄰近纜車站，前往山頂購物和郊遊也非常方便。

## 嚴重事件
2014年3月25日，大廈發生嚴重工業意外，一個安裝在第三座55樓維修用的塔式工作平台從高處墮下，壓毀一輛輕型貨車，平台上的兩名工人員當場死亡。
2023年7月27日晚上9時許，第3座有住戶指其外牆的煤氣喉懷疑斷裂漏氣。消防接報趕至現場後關上煤氣掣。期間在大廈外發現一名法國男子昏迷倒臥天井，救護員證實他當場身亡。據悉，死者為30歲的法國人，疑為極限運動的挑戰者，並非大廈住客。他在傍晚6時進入大廈後向保安聲稱到40樓某一單位探望朋友，但之後抵達49樓，閉路電視其後拍到他於66至68樓梯間出現，而通往大廈頂樓的門亦被撬開，最終意外失足墮樓亡。

## 交通
- 山頂纜車梅道站